# Stenodynerus enyo
Stenodynerus enyo är en stekelart som först beskrevs av Amédée Louis Michel Lepeletier 1841.  Stenodynerus enyo ingår i släktet smalgetingar, och familjen Eumenidae. Inga underarter finns listade i Catalogue of Life.